# Gion Matsuri

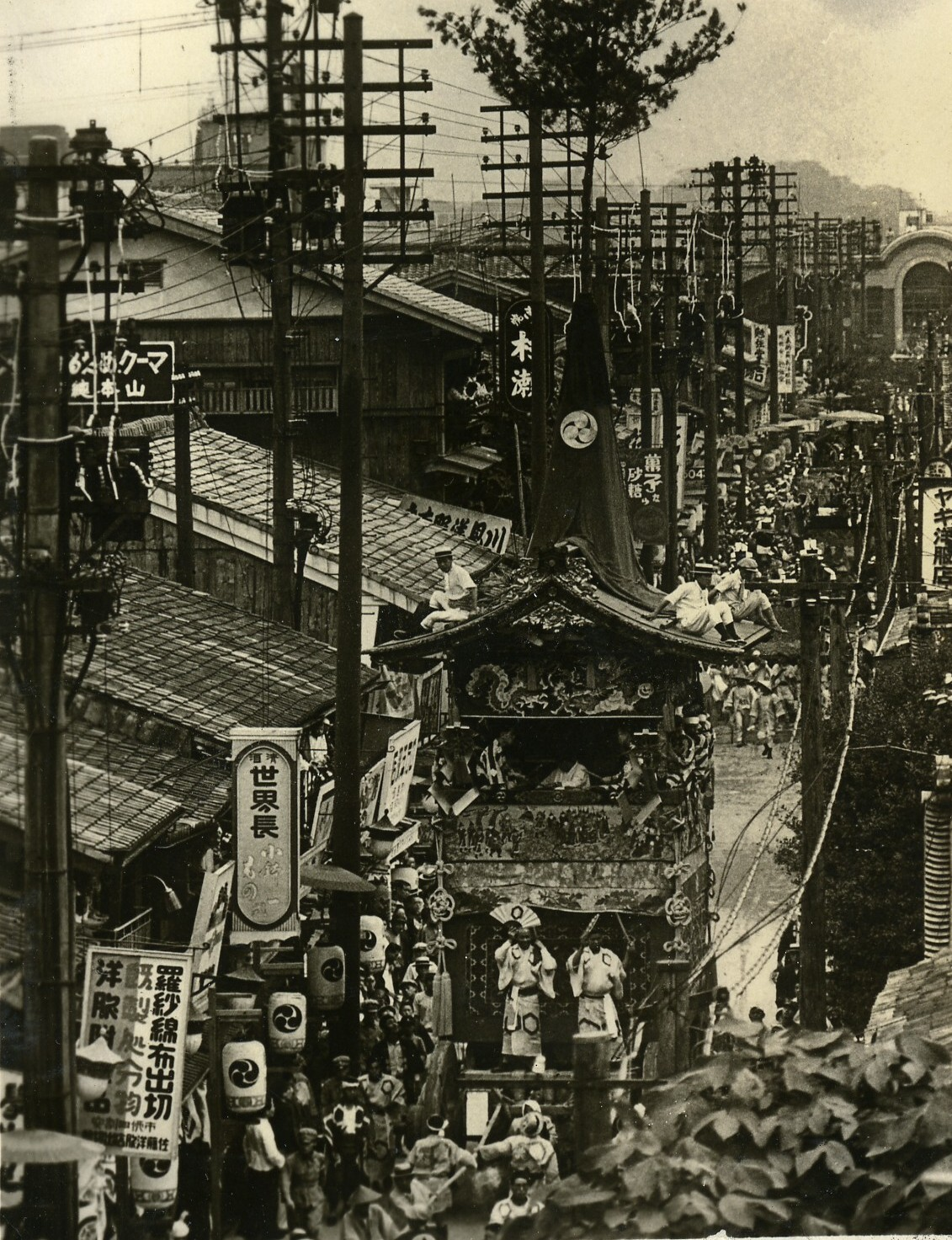
Paraden i Kyoto på 1920-talet.

Gion matsuri (japanska: 祇園祭, "Gion-festivalen") är en festival som hålls i Kyoto varje år i juli. Den varar hela månaden, och kulminerar i paraden Yama-boko junkou (山鉾巡行, Yama-boko Junkō?) den 17 juli.
Gion matsuri är en av de tre stora festivalerna i Kyoto, och räknas som en av de största festivalerna i hela landet.
Dagarna innan paraden, den 14-16 juli, öppnar många av invånarna i festivalområdet sina hem för besökare, och förevisar familjeklenoder som till exempel kimonor och målade skärmar. På kvällarna spärras Kyotos centrala delar av för all trafik annat än fotgängare, och på gatorna finns då de vackert dekorerade festivalvagnarna att beskåda.